# Sociedad Deportiva Gernika Club
La Sociedad Deportiva Gernika Club, chiamata comunemente Gernika, è una società calcistica con sede a Gernika, nei Paesi Baschi, in Spagna. 
Gioca nella Segunda División RFEF, la quarta serie del campionato spagnolo.

## Tornei nazionali
- 2ª División: 0 stagioni
- 2ª División B: 8 stagioni
- 3ª División: 29 stagioni

## Palmarès

### Competizioni nazionali
- Tercera División: 1

2020-2021 (gruppo IVA)

### Altri piazzamenti
- Tercera División:

Secondo posto: 2005-2006, 2007-2008, 2014-2015
Terzo posto: 1993-1994, 1995-1996, 2004-2005